# رافائل کارواخال
رافائل کارواخال (انگلیسی: Rafael Carvajal؛ ۱۸۱۸ – ۱۸۸۱) نویسنده، روزنامه‌نگار، شاعر، سیاستمدار، و وکیل اهل اکوادور بود. او رئیس جمهور موقت اکوادور از ۳۱ اوت  تا ۷ سپتامبر ۱۸۶۵، و نیز معاون اول رئیس جمهور اکوادور از ۱۸۶۴ تا ۱۸۶۵ بود.